# Parque Nacional de Mesa Verde
O Parque Nacional de Mesa Verde (em inglês:  Mesa Verde National Park) é um parque nacional dos Estados Unidos, considerado Patrimônio Mundial pela UNESCO, localizado condado de Montezuma, Colorado. O parque ocupa uma área total de 211 quilômetros quadrados onde podem ser encontrados diversas ruínas e vilarejos da antiga cultura Pueblo. É muito conhecido por várias habitações construídas nas paredes de penhascos — estruturas construídas em cavidades ou sob saliências das paredes dos cânions — incluindo o Palácio do Penhasco, reconhecida como a maior habitação deste tipo em toda a América do Norte.
O relevo do parque é significativo, indo de 1860 até 2560 metros. O terreno é dominado por cadeias de morros e vales, que cortam o parque de norte a sul. Em relação às aparições na cultura popular, o lugar está presente em um cenário do jogo eletrônico Ben 10: Protector of Earth.  

## Galeria

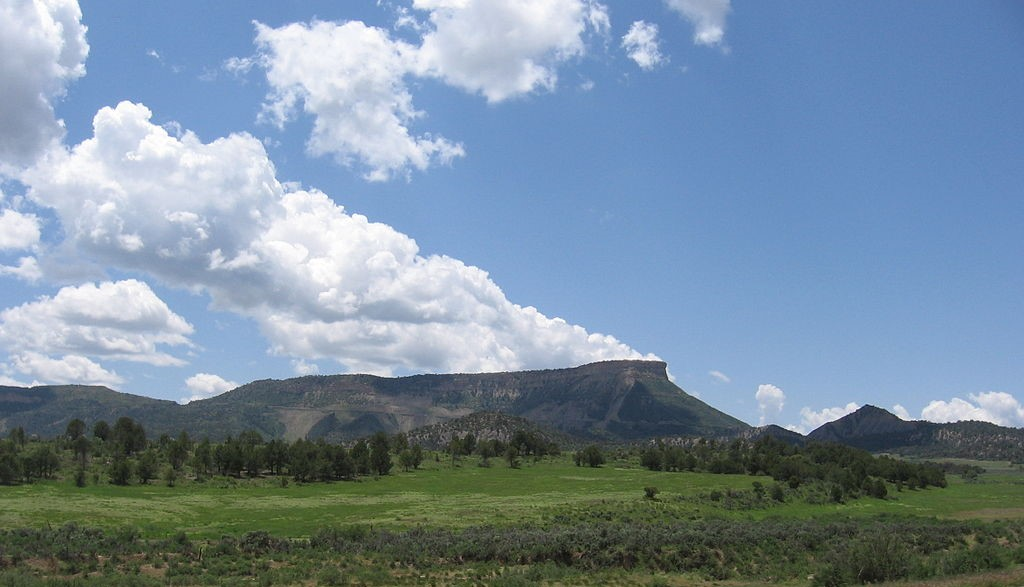
Mesa Verde
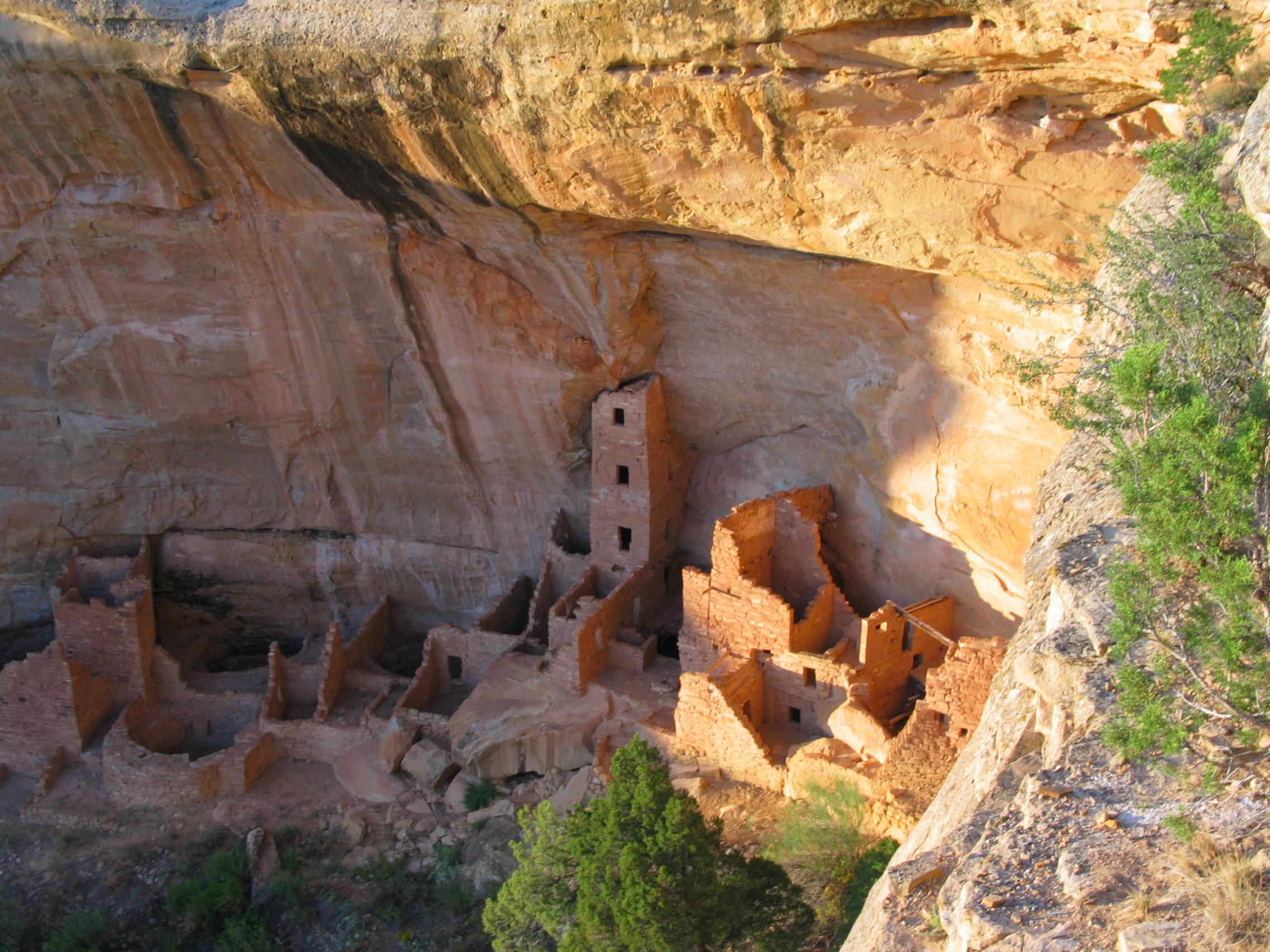
Vista aérea da Casa de Torre Quadrada
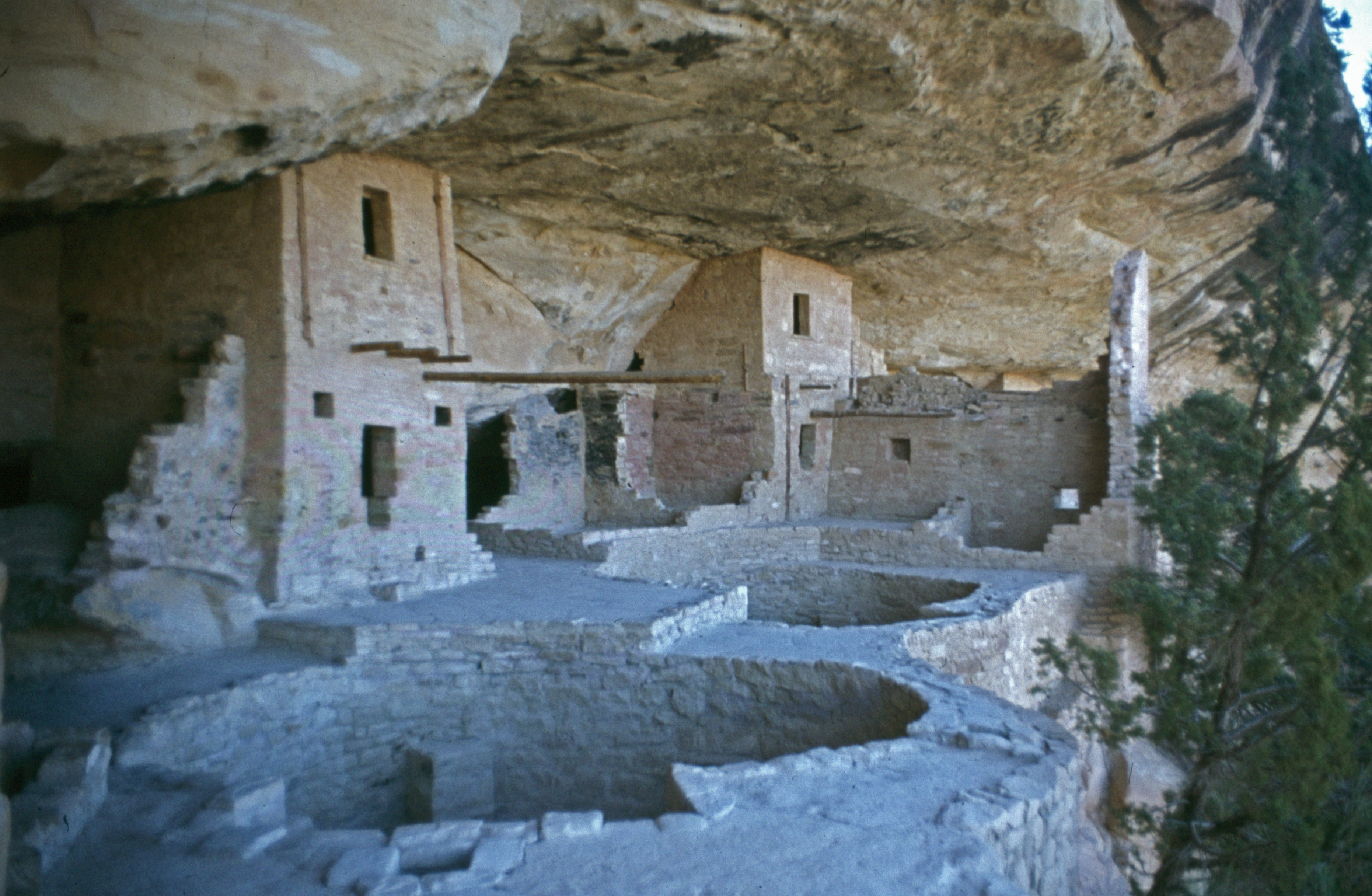
Balkony House
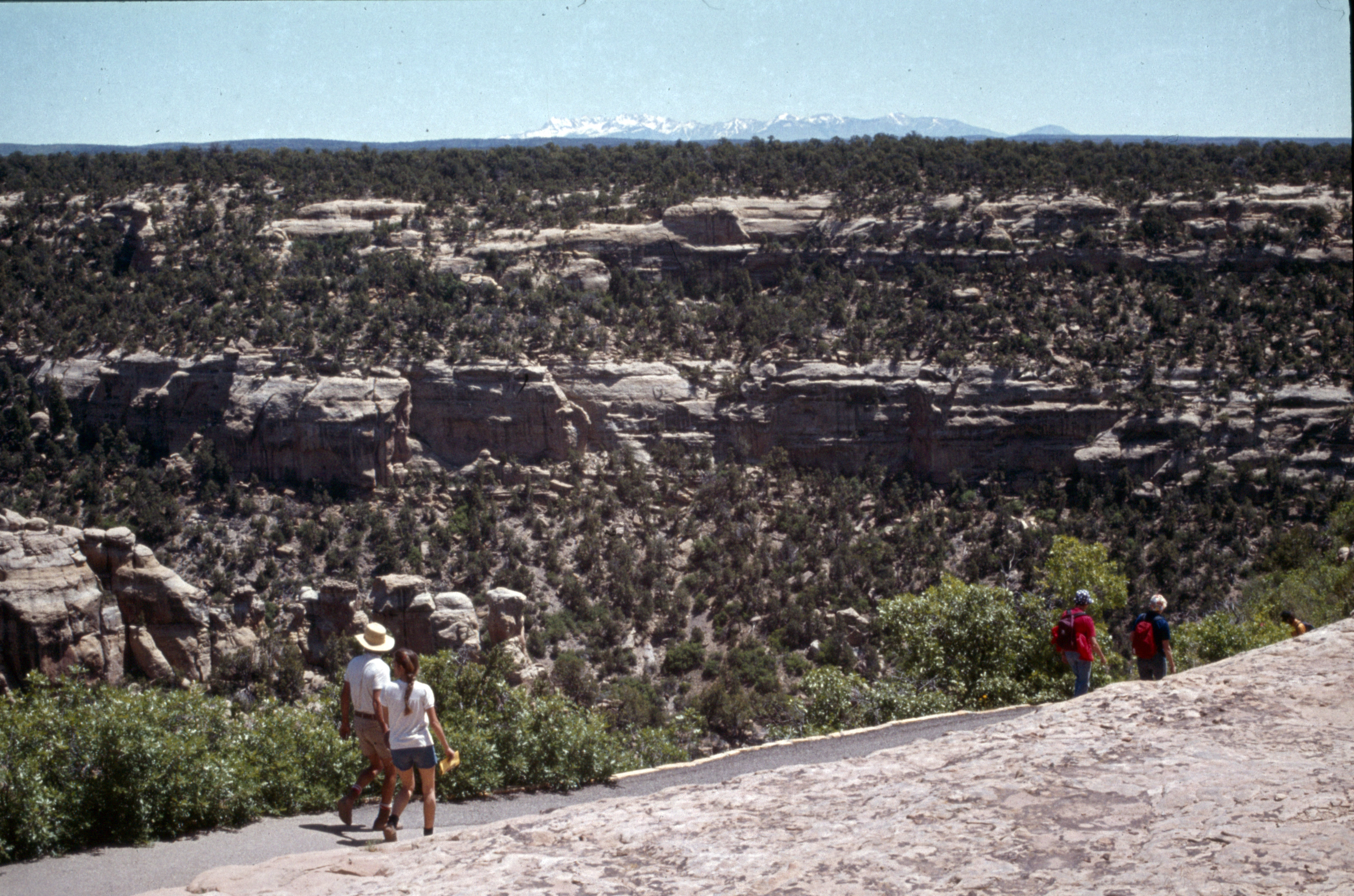
Cliff Canyon
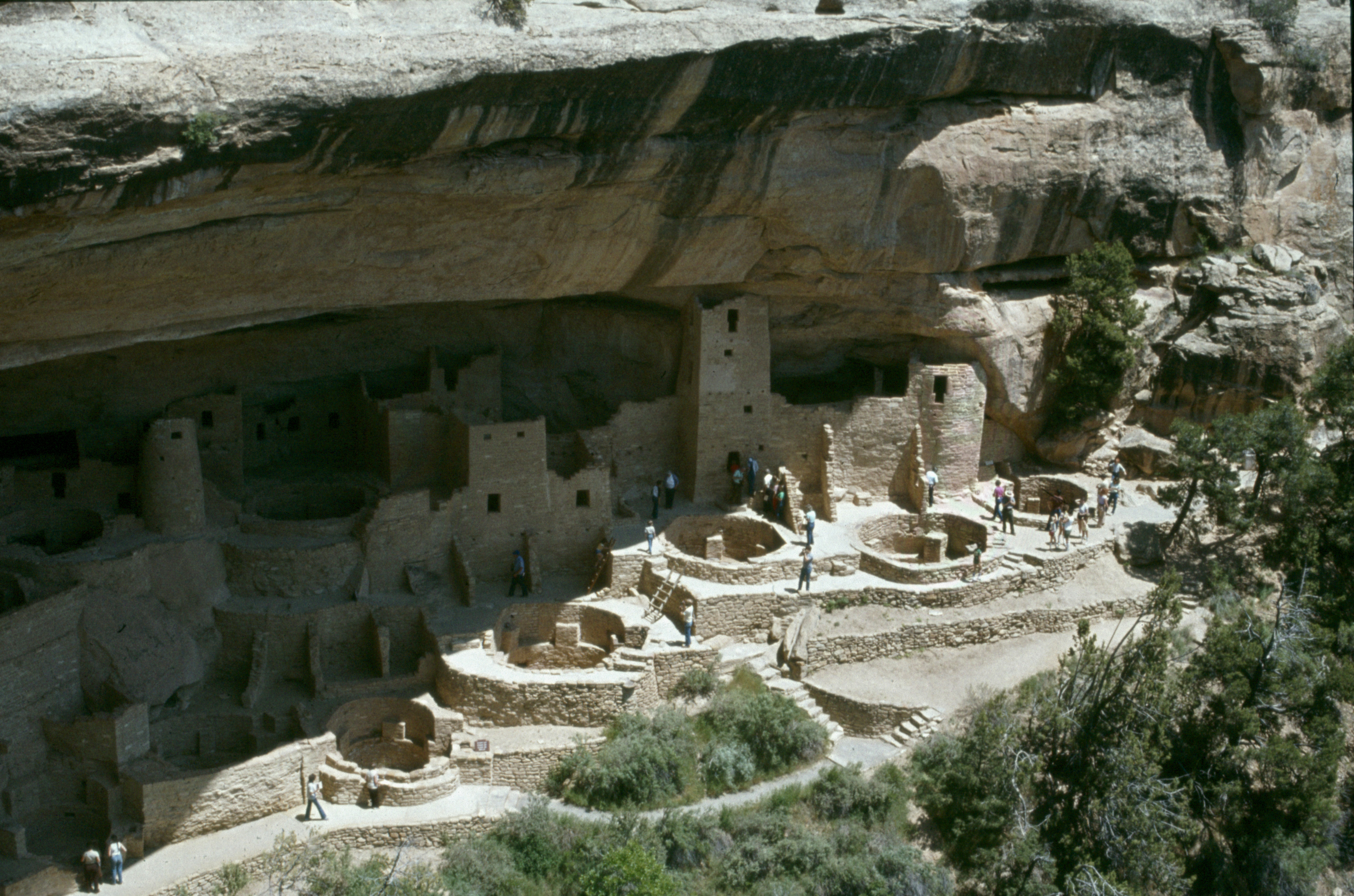
Cliff Palace
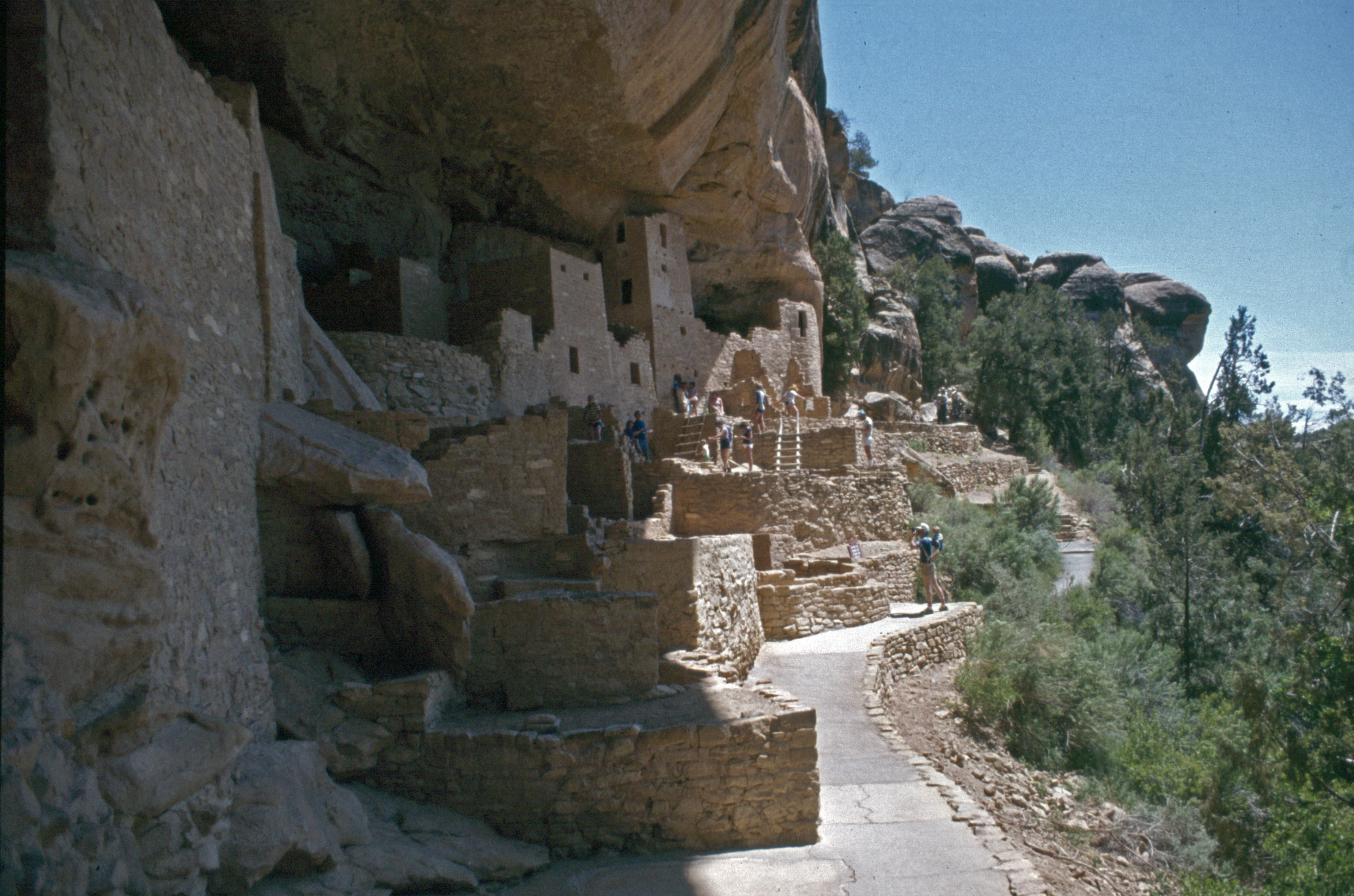
Cliff Palace
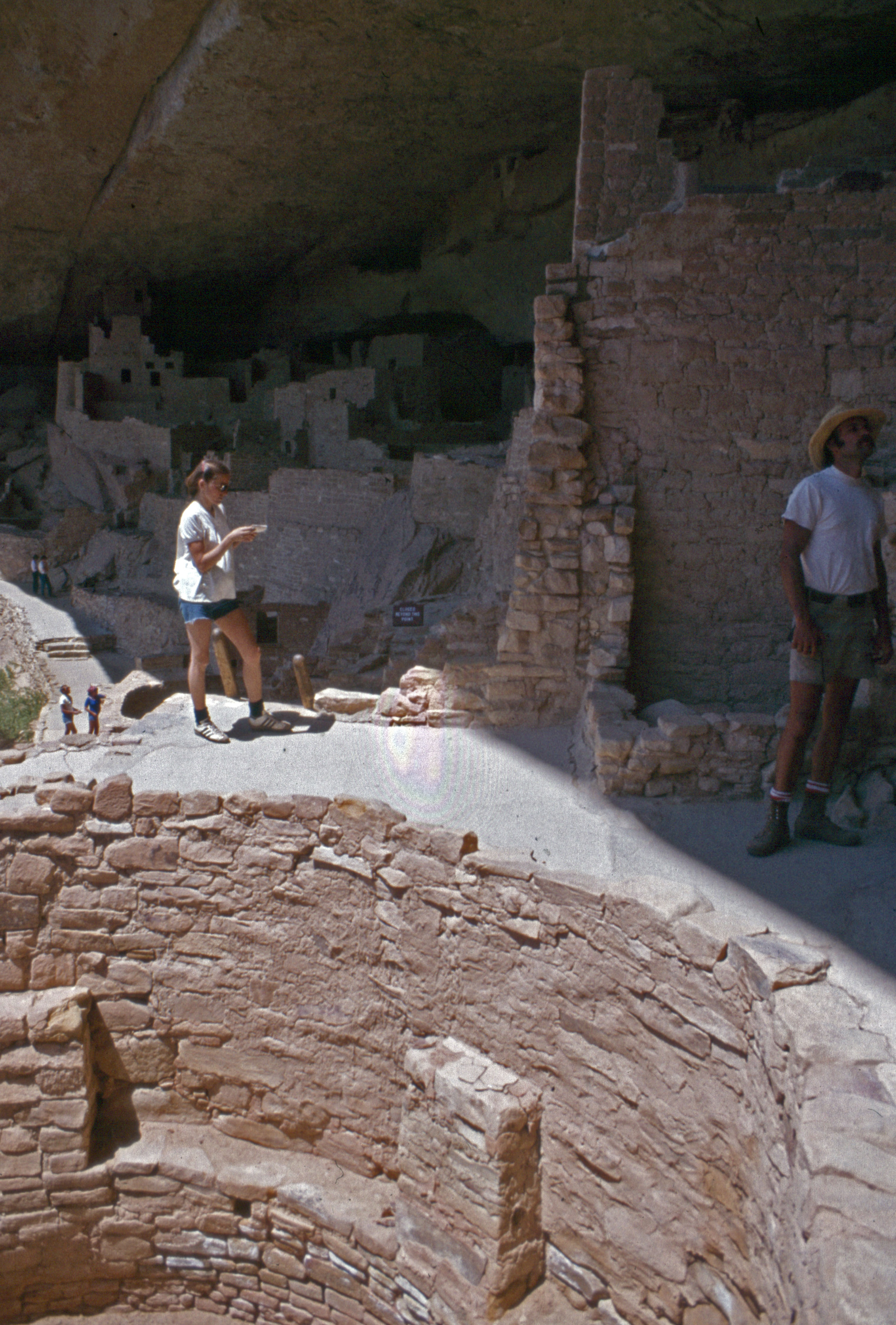
Cliff Palace
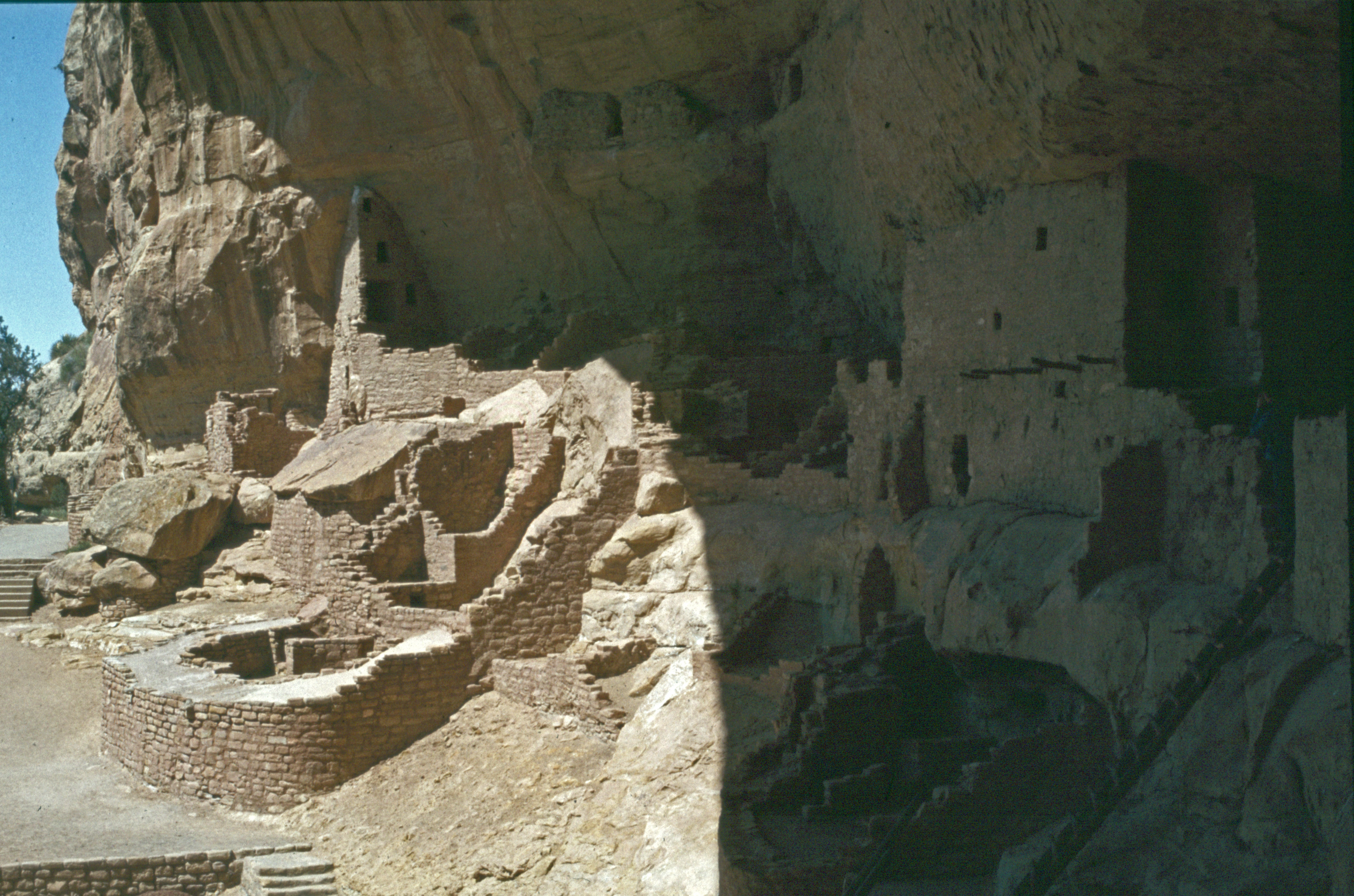
Long House
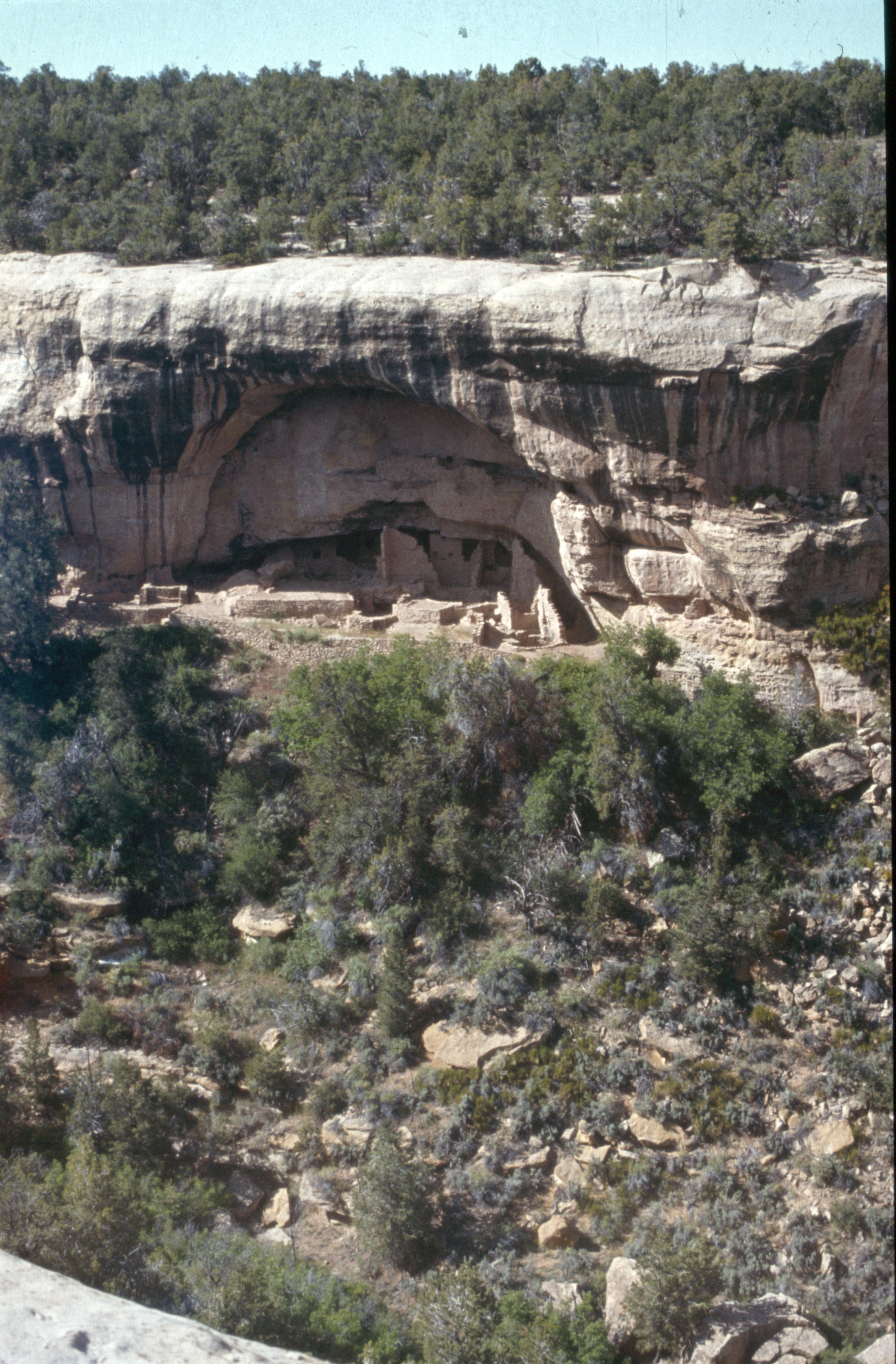
Oak Tree House
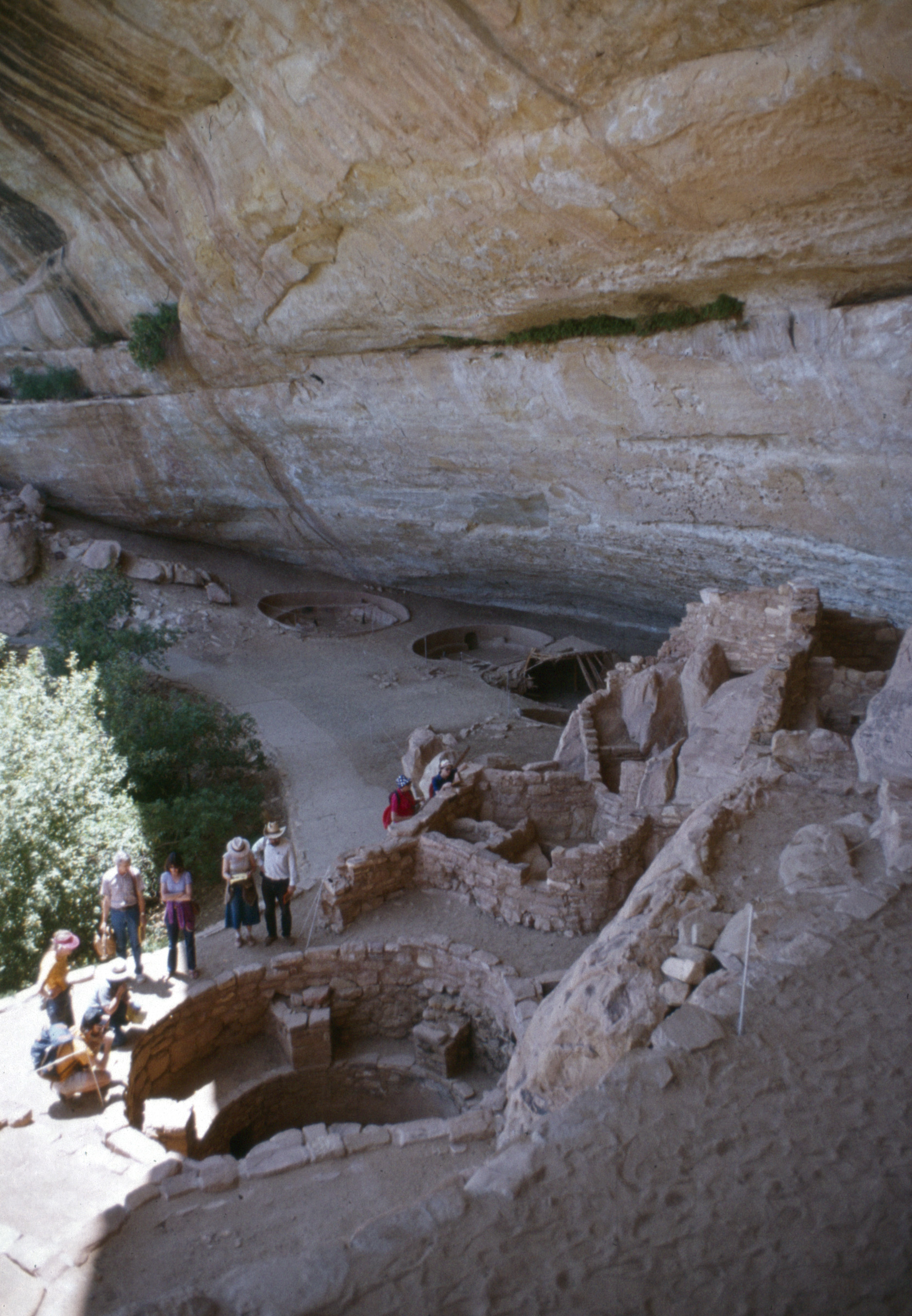
Step House